# Kévin Appin
Kévin Appin (Marseille, 20 januari 1998) is een Frans voetballer die als defensieve middenvelder speelt. Hij komt uit voor Burgos CF.

## Clubcarrière
Appin werd geboren in Marseille is afkomstig uit de jeugdopleiding van AS Monaco. Tijdens het seizoen 2018/19 werd hij verhuurd aan zusterclub Cercle Brugge. Op 29 september 2018 debuteerde Appin in de Jupiler Pro League in de stadsderby tegen Club Brugge.
Na de verhuurperiode bij Cercle speelde Appin nog één jaar bij de reservers van Monaco. Daarna vertrok hij naar Spanje; achtereenvolgend bij Hércules CF, UD Ibiza en Burgos CF.

## Interlandcarrière
Appin kwam reeds uit voor verschillende Franse nationale jeugdelftallen. In 2022 debuteerde hij in het Martinikaans voetbalelftal. Hij speelde zijn eerste wedstrijd op 5 juni 2022 tegen Costa Rica (0-2). Op 6 september 2024 maakte hij zijn eerste doelpunt; tegen Guatemala (1-3).